# 위그 드 프랑스 (1007년)
위그 드 프랑스(Hugues de France, 1007년 ~ 1025년 9월 17일)은 카페 왕조 출신 프랑스의 왕세자이다. 로베르 2세와 아를의 콘스탕스의 맏아들이자 공동왕 위그 2세(1017 ~ 1025)이다. 앙리 1세의 형이기도 하다.
1017년 7월 9일 혹은 7월 19일 아버지 로베르 2세에 의해 공동 국왕으로 선포되고 꽁피에뉴의 성 코르넬리에 성당에서 대관식을 거행했다. 아버지 로베르 2세는 자신이 부왕 위그 카페에 의해 공동 국왕으로 선포된 전례대로 그를 공동 왕으로 선포한 것이다. 그러나 1025년 9월 17일 부왕보다 먼저 사망하여 시신은 성 코르넬리어 성당에 안치되었다.